# Green Fields (film)
Green Fields (Jiddisch: Grine Felder) is een Amerikaanse filmkomedie uit 1937 onder regie van Edgar G. Ulmer.

## Verhaal
De student Levi Jitschok verlaat zijn jesjieve op zoek naar ware Joden. Hij leert een Joods boerengezin kennen, dat op een boerderij in de sjtetl woont. Dat gezin biedt hem kost en inwoning. In ruil onderricht hij de kinderen.

## Rolverdeling
| Acteur            | Personage       |
| ----------------- | --------------- |
| Michael Gorrin    | Levi Jitschok   |
| Helen Beverly     | Tsine           |
| Isidore Cashier   | David-Noich     |
| Anna Appel        | Rochl           |
| Max Vodnoy        | Elkone          |
| Lea Noemi         | Gitl            |
| Dena Drute        | Stera           |
| Saul Levine       | Hersj-Ber       |
| Herschel Bernardi | Avrom-Jankov    |
| Aron Ben-Ami      | Jesjieve bocher |